# Tabghach
I Tabghach (Lingua cinese : 拓跋氏 ; pinyin : tuòbáshì ; EFEO : T'o-Pa ? ; letteralmente : «clan Tuoba »), sovente denominati Tuoba in occidente, furono un clan di stirpe turca, appartenenti al popolo degli Xianbei, che fondarono, in Cina, nei pressi del delta del Fiume Giallo, la dinastia dei Wei del Nord o Bei Wei (386-534) (da cui sarebbero poi nate le due dinastie Wei orientale e Wei occidentale.
Fondarono in seguito il regno di Tuyuhun, che venne annesso nel 663 dall'impero tibetano guidato dal suo fondatore, Songtsen Gampo, dopo una guerra che l'oppose all'impero cinese della dinastia Tang. I superstiti fuggirono e cercarono protezione in Cina dai Tang. Secoli dopo, nel 1038, l'imperatore Jingzong, proveniente da questo clan, avrebbe fondato la Dinastia Xia occidentale.